# ريوسوكي ميورا
ريوسوكي ميورا (بالكانا:みうら りょうすけ) هو ممثل ياباني، ولد في 16 فبراير 1987 في اليابان.

## وصلات خارجية
- ريوسوكي ميورا على موقع IMDb (الإنجليزية)
- ريوسوكي ميورا على موقع ميوزك برينز (الإنجليزية)
- ريوسوكي ميورا على موقع قاعدة بيانات الفيلم (الإنجليزية)